# Vilasobroso
San Martiño de Vilasobroso és una parròquia i entitat local menor del municipi gallec de Mondariz, a la província de Pontevedra. Tenia el 2015 una població de 352 habitants agrupats en cinc entitats de població: O Cruceiro, A Pena, Saniñáns, Veigadraga i Vilasobroso.
Vilasobroso va ser l'origen i capital de la jurisdicció de Sobroso, que posteriorment es va integrar en el municipi de Mondariz. És una de les nou entitats locals menors que existeixen a Galícia, constituïda el 13 de setembre de 1924. Conserva els seus històrics símbols identificadors, com el seu escut d'armes i la seva bandera.
Entre els seus llocs d'interès destaquen el castell de Sobroso, del segle xi, i l'església de San Martiño, del segle xviii.